# 彭金娘
彭金娘（1926年1月12日—2014年1月26日）又称“阿婶玛斯娜”，是印度尼西亚的一名唱曲舞蹈家和甘邦格罗蒙艺术家。
2007年12月28日，因其对甘邦格罗蒙这一艺术形式的实践和保护，彭金娘获得由印尼文化和旅游部部长耶罗·瓦芝颁发的奖项。